# Judith Cabaud
Judith Cabaud (czyt. fr: ʒydit kabo, ur. 1941 w Nowym Jorku, Brooklyn) – amerykańska pisarka i muzykolog wywodząca się z rodziny francuskich Żydów, której przodkowie pochodzili z terenów Polski i Rosji. 
Studiowała na Uniwersytecie Nowego Jorku, a następnie kontynuowała naukę na Sorbonie. W wieku 20 lat nawróciła się na katolicyzm. Wyszła za mąż, ma dziewięcioro dzieci, osiadła we Francji. Autorka wielu książek w tym biografii Eugenio Zolli. Prorok nowego świata. 
Jest muzykologiem i autorką wielu prac na temat stosunków między judaizmem i chrześcijaństwem, roli papieża Piusa XII w czasie wojny światowej oraz wielkiego rabina Rzymu, Eugenio Zollego. Jest też od 1994 krytykiem muzycznym na Festiwalu w Bayreuth.